# سعیدکولوو (شهرستان ایلیشفسکی، باشقیرستان)
سعیدکولوو (انگلیسی: Saitkulovo, Ilishevsky District, Republic of Bashkortostan) یک شهرک در شهرستان ایلیشفسکی استان باشقیرستان کشور روسیه است.